# فرط النوم مجهول السبب
فرط النوم مجهول السبب هو حاله، يعتقد أن الاضطرابات العصبية التي تتميز في المقام الأول من قبل النعاس المفرط أثناء النهار (EDS). نادرا ما يتم تشخيصه وغالبا ما يكون من الصعب جدا تشخيص المرض في مرحلة مبكرة؛ إنه عادة ما يكون المرض مزمن ومنهك. هناك مستوى منخفض جدا من الوعي العام من فرط النوم مجهول السبب الذي غالبا ما يؤدي إلى وصمة العار لأولئك الذين يعانون من ذلك. لا يوجد حاليا أي علاج والتي هي في المقام الأول إدارة الأغذية والعقاقير المعتمدة  من الأدوية المخدره. حيث ان تمويل البحوث لدراستها نادر.
في الأدبيات الطبية، فرط النوم مجهول السبب قد يتم الإشارة إليها أيضا بصفة IH ، IHS فرط النوم الأولى أو المركزى أو فرط النوم الأصلى في المخ. إن التشخيص والإحصائيات للاضطرابات العقلية الطبعة الرابعة (DSM-IV) ويعرف فرط النوم مجهول السبب EDS يدون المخدر أو الملامح المرتبطه باضطرابات النوم الأخرى. هذا يحدث في غياب المشاكل الطبية أو اضطرابات النوم مثل توقف التنفس أثناء النوم، التي يمكن أن تسبب فرط النوم الثانوى، ولذلك يعتبر مجموعة فرعية من فرط النوم الأولى والذي يعتقد أنها تتكون من مشاكل في جهاز المخ والذي ينظم النوم والاستيقاظ.'

## التصنيف
بالإضافة إلى الاختلاف بين فرط النوم الأولى والثانوي، في عام 2001 قسم التصنيف الدولي لاضطرابات النوم (ICSD) اعراض فرط النوم الأولى. وقد احتوى على فرط النوم مجهول السبب، المخدر، وفرط النوم المتكرر (مثل متلازمة كلاين ليفين).
في عام 2001 ICSD يعرف فرط النوم مجهول السبب انه "اضطراب يسببه الجهاز العصبي المركزي والذي يكون مرتبط بفترات عاديه وطويله والنعاس المفرط لفترات طويلة تتكون من (1 - 2 ساعة) من N-REM"(نوم حركة العين غير السريعة). وصفت ICSD اثنين من الأشكال الاكلينيكيه من فرط النوم مجهول السبب: «1) اعراض ذات اشكال متعدده مع النوم الليلى والقيلولة بشكل غير طبيعي لمدة طويلة مع نوم السكر مع الصحوة، 2) اعراض ذات شكل احادى تظهر معزولة بواسطه EDS.» هذه الأشكال وصفت في وقت لاحق بفرط النوم مجهول السبب مع طول وقت النوم وقصره على التوالي.
هذا التصنيف قد تطور بشكل ثابت، كما أظهرت الأبحاث التداخل بين المخدر وفرط النوم مجهول السبب.  الطبعة الثالثه من ICSD من المخدر تكونت نتيحة نقص الهيبوكريتين «نوع 1 المخدر» والذي هو دائما مرتبط بالانفعال. الاسباب الأخرى لفرط النوم تبقى مقسمة على أساس بدايه النوم و حركة العين السريعة (SOREMPs). وصفت أنها: «نوع 2 من المخدر» مع 2 أو أكثر من SOREMPs ؛ و «فرط النوم مجهول السبب» مع أقل من 2 SOREMPS.
ومع ذلك «لا يوجد دليل على أن الفيسيولوجيا المرضية أو الاستجابة العلاجية إلى حد كبير مختلفة عن فرط النوم مع أو بدون SOREMPs على MSLT.»  و يفهم من تداخل فرط النوم مجهول السبب والمخدر، الطبعة الخامسه من الدليل التشخيصي والإحصائي للاضطرابات العقلية قامت بتحديث التصنيف الأولى لفرط النوم. اعادت تصنيف كل من فرط النوم مجهول السبب مع ومن غير طول وقت النوم كالسبب الرئيسى لاضطرابات النعاس (MSD). بالإضافة إلى ذلك، MSD تشمل جميع متلازمات فرط النوم ولا تفسر انخفاض الهيبوكريتين، بما في ذلك ليس فقط فرط النوم مجهول السبب، ولكن أيضا المخدر دون الانفعال والذين ينامون بكثره (المرضى الذين يحتاجون >10 ساعات من النوم في اليوم).
ومما يزيد من تعقيد خطط التصنيف المحدثة، هو التداخل بين المخدر مع والانفعال وفرط النوم مجهول السبب أيضا تم الإبلاغ عنه. مجموعة فرعية من المخدرين، تتألف من 18% من المخدرين في دراسة واحدة، لديهم أعراض كل من المخدر مع والانفعال وفرط النوم مجهول السبب (طول وقت النوم والقيلولات الغير متكرره). يعتقد أن هذه المجموعة قد يكون لديها خلل في مركز اليقظة. (انظر الأسباب أدناه).

## علامات وأعراض
أولئك الذين يعانون من فرط النوم مجهول السبب قد تتكرر نوبات من النعاس المفرط أثناء النهار (EDS). هذه تحدث على الرغم من «الكافي أو أكثر عادة،  كميات النوم النوم الاستثنائي (على سبيل المثال، أكثر من 10 ساعات في الليلة).» النوم عادة يكون عميق، مع صعوبة كبيرة الإثارة من النوم، حتى مع استخدام عدة منبهات. في الواقع، المرضى الذين يعانون من IH في كثير من الأحيان يجب وضع طقوس للاستيقاظ، كساعات التبيه وحتى المحاولات الطبيعية من قبل الأصدقاء/الأسرة لاستيقظهم قد تفشل. على الرغم من الحصول على المزيد من ساعات النوم عن الذي يحتاجه قبل الجسم البشري، يستيقظ المرضى غير متنعشين ويعانون من قصور النوم، المعروفة أكثر وصفا في شكل حاد كما النوم السكر (وضوح عدم التركيزعند الاستيقاظ). أثناء النهار عموما طويلة جدا (تصل إلى عدة ساعات) وهي أيضا غير منعشة مقابلالاوقات القصيرة اثناء القيلولة المرتبطة بالمخدر. ان شلل النوم، وحالة الهلوسة وهذه الأعراض شائعة في فرط النوم مجهول السبب كما هي في المخدر دون حدوث صدمة فجائية.
وقد أظهرت العديد من الدراسات زيادة الترددات في الأعراض الأخرى في المرضى الذين يعانون من فرط النوم مجهول السبب، على الرغم من أنه ليس من الواضح ما إذا كانت هذه الأعراض ناجمة عن فرط النوم مجهول السبب. وتشمل هذه الأعراض خفقان القلب، مشاكل في الجهاز الهضمي، صعوبة في تنظيم درجة حرارة الجسم ومشاكل في الإدراك، وخاصة العجز في الذاكرة، الانتباه و التركيز. والقلق والاكتئاب في كثير من الأحيان زيادة في فرط النوم مجهول السبب، على الأرجح ردا على المرض المزمن. ان اعراض الأوعية الدموية الطرفية مثل برودة اليدين والقدمين (التهاب رئوى نوع رينود) وقد لوحظ في بعض المرضى. بالإضافة إلى صعوبة مع تنظيم درجة الحرارة واعراض رينود، وقد لوحظت الأعراض الأخرى المرتبطة بالضعف اللاإرادي أيضا. وشملت هذه: نوبات الإغماء (الغشيان)؛ الدوخة عند الناشئة (انخفاض ضغط الدم الانتصابي)؛ الصداع (ربما في جودة الصداع نصفى). , وقد وافت التقارير عن الرغبة الشديدة في الغذاء والعجز الجنسي. هذه هي أعراض ذاتية ذكرت من قبل عدد قليل من المرضى. لا توجد أبحاث تؤكد ما إذا كانت تتعلق بفرط النوم مجهول السبب أو لا.
أعراض الشدة غالبا ما تتراوح بين أسابيع أو أشهر أو سنوات، والأعراض يمكن أن تزداد سوءا قبل الحيض في النساء. قد تسبب الأمراض المزمنة للمرضى المصابين بها تأخرهم عن العمل أو المدرسة أو الارتباطات الاجتماعية ، مع مرور الوقت، قد تفقد القدرة على وظيفة في الأسرة الاجتماعية أو المهنية أو غيرها من الإعدادات تماما. (انظر قسم التكهن أدناه).

## الأسباب
على عكس وجود سبب معروف للمخدر معمع الصدمة الفجائية (المناعة الذاتية تدمير الهيبوكريتين-إنتاج الخلايا العصبية)، ويسبب فرط النوم مازال حتى الآن غير معروف، وقد حدد الباحثون بعض التشوهات المرتبطة IH ، مع مزيد من الدراسة قد تساعد على توضيح المسببات.
ان تدمير الخلايا العصبي نور الدريني أنتجت فرط في دراسات تجريبية على الحيوانات وإصابة الخلايا العصبية الأدرينالية قد يؤدي إلى فرط النوم. فرط النوم مجهول السبب مرتبط بخلل في إفراز نظام norepinephrine وانخفضت مستويات الهستامين فيفي السائل النخاعي (CSF) 
وجد الباحثون في الآونة الأخيرة فرط الحساسية GABA (المادة الكيميائية الرئيسية  في الدماغ المسؤولة عن التخدير) في مجموعة فرعية من المرضى الذين يعانون من وسط فرط أي: فرط النوم مجهول السبب، المخدر دون الصدمة الفجائية والذين ينامون لفترات طويلة. أنها حددت (500 إلى 3000 دالتون) التي تحدث بشكل طبيعي نشاط بيولوجيا لمادة (الأرجح الببتيد كما هو التربسين-الحساسة) في CSF من المرضى المصابين. على الرغم من أن هذه المادة تتطلب مزيدا من تحديد بنيتها الكيميائية، يشار إليها حاليا باسم "somnogen" لأنه قد ثبت أن فرط التفاعل من مستقبلات GABAA يؤدي إلى زيادة التخدير أو نعاس. وكأن هؤلاء المرضى المصابين بأمراض مزمنة بمخدر مع البنزوديازيبين (الدواء الذي يعمل من خلال نظام GABA) مثل دراية أو زاناكس، على الرغم من أنها لا تأخذ هذه الأدوية.

## التشخيص
على مر التاريخ فانه يصعب تشخيص فرط النوم مجهول السبب في مرحلة مبكرة، لأن العديد من الاضطرابات الأخرى يمكن أن تسبب أعراض النعاس المفرط أثناء النهار (EDS). ولذلك، فإن معظم المرضى لديهم اضطراب لسنوات عديدة في الوقت الحاضر."
مما زاد من تعقيد عملية تشخيص، فرط النوم مجهول السبب انه يفتقر إلى تعريف واضح لميزة السريرية. في حين المخدر يرتبط مع الصدمة الفجائية وبداية حلقات النوم REM , متلازمة كلاين ليفين يرتبط مع megaphagia (الرغبة الشديدة في الغذاء) وفرط الرغبة الجنسية، فرط النوم مجهول السبب لا يوجد لديه مثل هذه الدرامية المرتبطة الميزات، ربما باستثناء النوم الثملى. «وبالتالي كان هناك ميل إلى تسمية كل ما يصعب تصنيف حالات النعاس المفرط أثناء النهار كما فرط النوم مجهول السبب.» على سبيل المثال، متلازمة مقاومة مجرى الهواء العلوي وتأخر مرحلة النوم المضطرب كانت سابقة الاضطراب مع فرط النوم مجهول السبب، لكن الآن بعد أن تم التعريف أكثر وضوحا فإن الأطباء أكثر عناية مع استبعاد هذه الأسباب من أجل المزيد من تشخيص صحيح لفرط النوم مجهول السبب. ومع ذلك، «حتى في وجود أسباب محددة لفرط النوم فإنه يجب تقييم مساهمة هذه العوامل المسببة الشكوى من EDS بعناية وقد تفشل علاجات محددة في قمع EDS، ان تشخيص فرط النوم مجهول السبب ينبغي ان يوضع في الاعتبار.»
إن شدة EDS يمكن تقديرها بمقاييس ذاتية، مثل مقياس النعاس أبو ورث ومقياس النعاس ستانفورد (SSS), وأيضا من خلال اختبارات موضوعية، مثل اختبار متعددة الكمون النوم (MSLT)."
في عام 2001، ICSD (التصنيف الدولي لاضطرابات النوم) تحديث معايير تشخيص فرط النوم مجهول السبب. أساسا، EDS يجب أن تكون موجودة لمدة 6 أشهر على الأقل، ان دراسات النوم (دراسة النوم واختبار متعددة كمون النوم) يجب أن تظهر بعض الخصائص وجميع الأسباب الأخرى المعروفة لفترة نوم طويلة وEDS يجب ان تؤخذ في الاعتبار (انظر فرط النوم). بالنسبة عملية تشخيص المريض، غالبا ما تكون شاقة ومكلفة وتستغرق وقتا طويلا، وغيرها من دراسات النوم لا يزال أساسيا استبعاد تشخيص.
في المرضى الذين يعانون من فرط النوم مجهول السبب، دراسة النوم عادة ما تظهر الميل لقصر النوم، زيادة النوم البطيء وارتفاع كفاءة النوم. «الكمون إلى النوم REM ونسب النوم الخفيف REM والنوم العادي، مقارنة مع النطاقات العادية.» على الرغم من هذا، وقد وجدت إحدى الدراسات ان زيادة النوم مجزاة في المرضى الذين يعانون من فرط النوم مجهول السبب دون وقت طويل من النوم، مفترضا كثير من العروض المتاحة.
من المهم أن نلاحظ أنه على الرغم من أن تأخر النوم عادة ما يكون قصيرفي فرط النوم مجهول السبب، ان الخطورة الإكلينيكية قد لا ترتبط بشكل وثيق مع نتائج MSLT . في الواقع، «الاختفاء أكثر من 5 دقائق ليست غيرشائعة في المرضى الذين يعانون اكلينيكيا من شدة فرط النوم.» عندما يكون كمون النوم أقل من 10 دقائق، فان وجود فترات بداية النوم- REM SOREMPs) في اثنين أو أكثر من MSLT وقت القيلولة يشير إلى تشخيص حالة المخدر، في حين أن فترات النوم تفتقر إلى حركة العين السريعة (NREM sleep) في مختلف برامج العمل الوطنية تشير إلى تشخيص فرط النوم مجهول السبب. ومع ذلك، فإن أهمية هذا التمايز بين REM و NREM موضع شك. (انظر التصنيف)
على الرغم من أن اختبار MSLT حاليا أفضل ما هو متاح  لتشخيص EDS في العموم، فان بروتوكول MSLT يفتقر إلى القدرة على توثيقفترة القيلولة الممتدة وغير المنعشة أثناء النهار وأن عدة مجموعات من الباحثين قد وجدوا أمور معقدة MSLT تؤدي إلى مرضى فرط النوم مجهول السبب. ولذلك عند توقع فرط النوم مجهول السبب فان الباحثون يعملون على مدار 24 ساعة متواصلة لدراسة MSLT بين عشية وضحاها/ من أجل تسجيل إجمالي وقت النوم. بدلا من ذلك، فحص السائل النخاعي (CSF) لمريض لا يمكن أن يؤديها من أجل اختبار مستوى كاف من الهيبوكريتين (استبعاد المخدر مع الصدمة الفجائية) لتحديد ما إذا كان CSF المريض بشكل غير طبيعي يعزز  حساسية مستقبلات GABAA (يعتقد ان تكمن وراء العديد من حالات فرط النوم مجهول السبب والمخدر دون حدوث صدمة الفجائية). على الصعيد العالمي، هناك عدد قليل جدا من مختبرات قادرة على أداء اختبار CSF المشار إليها أعلاه.
ومن المهم أيضا أن نلاحظ أنه في حين المخدر يرتبط بقوة مع HLA-DQB1*0602 الوراثي، «ان نوع HLA لا تساعد في التشخيص الإيجابي من فرط النوم مجهول السبب.» «على الرغم من بعض التقارير التي تشير إلى زيادة وتيرة HLِA Cw2 و DRS في موضوعات فرط النوم مجهول السبب .»

## التعامل مع المرض
حاليا لا يوجد علاج لفرط النوم مجهول السبب. لأن آلية المرض الأساسي غير مفهومة تماما (انظر أسباب), جهود العلاج عادة ما تركز على إدارة الأعراض. على الرغم من أن هناك عدة موافقات من إدارة الاغذية والعقاقير والأدوية للاستخدام في المخدر، لا توجد ادوية وافقت عليها إدارة الاغذية والعقاقير والأدوية لمرض فرط النوم مجهول السبب. ولذلك فان الأدوية المستخدمة في تعزيزالاستيقاظ والمستخدمة في المخدر أيضا تستخدم عادة خارج التسمية للمساعدة في إدارة النعاس المفرط أثناء النهار من فرط النوم مجهول السبب. «هذه العلاجات لم تدرس إلى ما يقرب من المرضى الذين يعانون من فرط النوم مجهول السبب، وبعض المرضى الذين يعانون من فرط النوم مجهول السبب لا يتحقق لهم رقابة كافية على أعراض هذه الأدوية.»
بيد أن البحث الحالي هو رفع احتمال عدة خيارات لدواء فرط النوم مجهول السبب. ان«أنظمة المخ التي تنظم النوم واليقظة أفضل ان تفهم، ان العلماء سوف يكونون في وضع أفضل لتصميم العلاجات التي تستهدف أجزاء رئيسية من هذا النظام.» (انظر البحث)
بالإضافة إلى الأدوية، «فإن السلوك والنهج والتقنيات الموصى بها النوم النظيف على الرغم من أن لديهم القليل من تأثير إيجابي عام على هذا المرض.» «ان مخطط القيلولة غير مفيدة، كما هي طويلة وغير منعشة.»
على الرغم ان  نهج السلوكيات ثبت لتحسين EDS, فإن الهدف، كما هو الحال في العلاج السلوكي المعرفي، هو في كثير من الأحيان مساعدة المرضى على الحد من الاستجابات العاطفية السلبية (مثل الإحباط، الغضب، الاكتئاب) إلى أعراض المرض. وعلاوة على ذلك، لأنه فرط النوم مجهول السبب «قد يؤدي إلى انهيار الزواج واسعة المشورة لشركاء المرضى وتثقيفهم حول الأعراض وخيارات العلاج يجب أن تكون جزءا من خطة لإدارة.شاملة .تعليم الأقارب والأصدقاء والزملاء يساعد المريض على وظيفة أفضل بكثير مع هذا مرض لا شفاء منه.»
على الرغم من أن إدارة فرط النوم مجهول السبب غير مقننة، فمن المستحسن أن العلاج الأولي حافظا، مع التركيز على التعديلات السلوكية والأدوية مثل مودافينيل واتومكيسيتين. لكن العلاج «قد تضطر إلى أن تكون أكثر عدوانية (جرعة عالية من المنشطات، الصوديوم oxybate ، إلخ.) على حسب تجربة الحالة العملية . كما تتسبب في تطور غير معروف في هذه الظروف ومن المهم أن يكون تحدي التشخيص والعلاج مع مرور الوقت.»
وعموما، فإن الأدوية المستخدمة حاليا لفرط النوم مجهول السبب (كل خارج التسمية) هي أبعد من أن تكون مرضية. منشطات الجهاز العصبي المركزي  إلى أن تكون أقل فعالية بالنسبة فرط النوم مجهول السبب من هم المخدر وقد تكون أقل من التحمل الجيد.

### المنشطات
هناك العديد من المنشطات التي وافقت عليها إدارة الاغذية والعقاقير لعلاج النعاس المفرط بسبب المخدر. وتشمل هذه الميثيلفينيديت (مثل ريتالين) وديكستروأمفيتامين، من بين أمور أخرى. سيليجيلين قد تكون مفيدة أيضا، كما هو «ان التاثير العلاجى للأيض الأولى للامفيتامين ويمارس معظم الآثار العلاجية من خلال الأمفيتامين عملية التمثيل الغذائي.» زيادة إفراز الدوبامين هو يرى أن الخاصية الرئيسية شرح خدمة الترويج من هذه الأدوية. على الرغم من أن المنشطات يمكن أن تقلل بشكل فعال النعاس في الأجل القصير إلى المتوسط، فهي نادرا ما تكون فعالة على المدى الطويل، كما المرضى في كثير من الأحيان تصبح مقاومة آثارها. وبالإضافة إلى ذلك، هناك غير سارة الآثار الجانبية المحتملة، والتي تشمل مشاكل في القلب، السلوك العدواني، والاعتماد. الأرق هو آخر الآثار الجانبية شيوعا وقد يتطلب معالجة إضافية.
Mazindol هو مادة منبه تشبه الأمفيتامينات «وقد تبين أن تكون فعالة في علاج فرط النوم القهري.» ومع ذلك، فإنه ليس المعتمد حاليا في الولايات المتحدة.
الكافيين هو أحد المركبات non dopaminergic الأكثر أمانا لتعزيز الاستيقاظ. فإنه يستخدم على نطاق واسع ولكن «لا تطاق الآثار الجانبية عند تناول جرعات عالية (بما في ذلك القلب والأوعية الدموية)، وهي عموما ليست فعالة بما فيه الكفاية بالنسبة للمرضى الذين يعانون من فرط النوم أو النوم القهري.»

### تعزيز أدوية اليقظة
إن تعزيز الأدوية غير المنبه المعتمدة للاستخدام في المخدر تشمل مودافينيل و armodafinil. ان صيدلة هذه الأدوية ليست مفهومة تماما ولكن «يبدو أن تأثيرها على كيمياء المخ يزيد من اليقظة.» فهى ترفع مستويات مهاد الهستامين،  وهي مرتبطة بناقل الدوبامين، وبالتالي تثبيط امتصاص الدوبامين. مودافينيل يمكن أن يسبب آثار جانبية غير مريحة، بما في ذلك الغثيان، الصداع، جفاف الفم لبعض المرضى، في حين أن غيرها من المرضى لا يحدث لهم تحسن ملحوظ حتى في جرعات عالية نسبيا. ويجوز أيضا أن «التفاعل مع جرعة منخفضة من حبوب منع الحمل، يمكن أن يقلل الفعالية، على الرغم من أن البيانات العلمية التي تدعم هذا الادعاء ضعيف تقع على سوء توثيق الحكايات.» تشجيع تعزيز أدوية الهستامين الجديدة قيد التطوير (انظرادوية الهستامين الموجهة.
اتومكيسيتين (أو reboxetine في أوروبا) مثبطات إعادة امتصاص الأدرينالين يزيد من اليقظة (عادة أقل شدة من الأدوية التي تعمل على الدوبامين) والتي قيل أن «استخدام واضح في الترسانة العلاجية ضد المخدر وفرط النوم على الرغم من أن غير الشرعيين من خلال التجارب الاكلينيكية.»
Ritanserin هو مضاد السيروتونين الذي «ثبت لتحسين النهار وذاتية اليقظة ونوعية النوم في المرضى المعتادين على الأدوية المخدرة». والمقصود كمساعد (ملحق آخر لوكيل العلاج الرئيسي), على الرغم من أنها ليست متوفرة في الولايات المتحدة، وهي متوفرة في أوروبا.
على العموم فان الأدوية المضادة للاكتئاب، لم يتم العثور على أن تكون مفيدة لعلاج فرط النوم مجهول السبب، البوبروبيون على وجه التحديد من المعروف أن له آثار تعزيز الاستيقاظ. «ان مثبط إعادة الامتصاص غير المحدد ذو فعالية منخفضة  DAT والآثار المثبطة [امتصاص الدوبامين] .»

### تشجيع أدوية النوم
تشجيع أدوية النوم يمكن أن يساعد في ضمان فعالية النوم وكذلك النوم في الوقت المناسب.
oxybate الصوديوم الدواء اليتيم الذي تم تصميمه خصيصا لعلاج التخدير. قد تبين أنه يحسن النوم العميق والنعاس أثناء النهار في المرضى الذين يعانون من حالة التخدير; ومع ذلك، «آثاره مع فرط النوم مجهول السبب لا توصف.» الآثار الجانبية تشمل الغثيان، الدوخة، والهلوسة.

### الهستامين إخراج الأدوية
«بناء على دور الهستامين في إبقاء الناس مستيقظين (وبالتالي الآثار الجانبية من مضادات الهيستامين مثل ديفينهيدرامين تسبب النعاس), الأدوية التي تعمل على الهستامين هي قيد التطوير لعلاج النعاس المفرط.» يبقى أن نرى ما إذا كانت H3 سوف تكون مفيدة بشكل خاص.

### الأدوية الموجهة لمستقبلات GABA
بالنظر إلى دور مستقبلات GABAA المفرطه في فرط النوم مجهول السبب، الأدوية التي يمكنها مواجهة هذا النشاط يتم دراستها واختبار قدرتها على تحسين النعاس. و تشمل كلاريثروميسين وفلومازينيل.

#### الفلومازينيل
فلومازينيل هو مستقبل GABAA الوحيد في السوق اعتبارا من يناير 2013، ويتم تصنيعه حاليا فقط عن طريق حقن وريديه . تم الموافقة عليها من قبل إدارة الاغذية والعقاقير للاستخدام في انعكاس التخدير البنزوديازيبين زائدة. ومع ذلك، الباحثون يعتبرون أنها علاج واعد في علاج فرط النوم مجهول السبب. نتائج صغير، مزدوجة التعمية، العشوائية، التحكم في التجارب السريرية التي نشرت في تشرين الثاني / نوفمبر 2012. هذا وأظهرت الأبحاث أن فلومازينيل يوفر الراحة لمعظم المرضى الذين يحتوى ال CSF الخاص بهم على "somnogen" وهذا يعزز وظيفة مستقبلات GABAA ، مما يجعلها أكثر عرضة للنوم الذي يحفز تأثير GABA. لكل مريض يوميا ابتلاع فلومازينيل تحت اللسان وكريم موضعي أثبت فعاليته منذ عدة سنوات. تقرير عام 2014 أظهر تحسنا في فرط النوم مجهول السبب الأعراض بعد العلاج المستمر بالفلومازينيل تحت الجلد. كان يعتقد في البداية أن يكون فلومازينيل منخفض جدا لتلبية الطلب المحتمل لعلاج فرط النوم مجهول السبب. ومع ذلك، هذه الندرة قد خفت، والعشرات من المرضى يتم علاجها بواسطه فلومازينيل .

#### كلاريثرومايسين
في نموذج أنبوب اختبار، كلاريثروميسين (المضادات الحيوية التي وافقت عليها إدارة الاغذية والعقاقير لعلاج الالتهابات) وجد لاعاده وظيفة نظام GABA إلى وضعه الطبيعي في المرضى الذين يعانون من فرط النوم مجهول السبب. لذلك تم معالجه بعض المرضى الذين يعانون من كلاريثروميسين، ورأى آخرون ان الأعراض تتحسن مع هذا العلاج. من أجل المساعدة في تحديد ما إذا كان كلاريثروميسين هو حقا مفيد لعلاج فرط النوم مجهول السبب، صغيرة، مزدوجة التعمية، العشوائية، التحكم في التجارب السريرية تم الانتهاء في عام 2012. «في هذه الدراسة التجريبية، حسن كلاريثروميسين النعاس في GABA ذات الصلة بفرط النوم.» في عام 2013، بأثر رجعي استعرض تقييم طويل الأجل كلاريثروميسين أظهر فعالية في نسبة كبيرة من المرضى الذين يعانون من GABA ذات الصلة بفرط النوم. «من المهم الإشارة إلى أن الأثر الإيجابي لكلاريثروميسين هو ثانوي إلى البنزوديازيبين وليس لها آثار المضادات الحيوية والعلاج يجب أن يستمر.»
فرط النوم مجهول السبب هو اضطراب مدى الحياة والذي اعراضه تبدأ عادة في مرحلة المراهقة أو مرحلة الشباب. هو في البداية تدريجي، ولكن قد يستقر، ان عواقبه الرئيسية مهنية واجتماعية.
فرط النوم مجهول السبب يؤثر تأثيرا عميقا في العمل، التعليم، وجودة الحياة. المرضى غالبا ما تكون متعبة من العمل أو حضور المدرسة بانتظام، وهم مهيئون «لتطوير أداء خطير في مجالات متعددة من وظيفة وكذلك يحتمل أن يكون مهدد للحياة المحلية ذات الصلة بالعمل وحوادث القيادة». وعلاوة على ذلك، فإن هذه المخاطر أخطر لمرضى فرط النوم مجهول السبب من مرضى توقف التنفس أثناء النوم أو الأرق الشديد. في الواقع، «معظم الحالات الشديدة من نعاس النهار وجدت في المرضى الذين يعانون من حالة التخدير أو فرط النوم مجهول السبب.» وفرط النوم مجهول السبب في كثير من الأحيان إن لم يكن أكثر ضعفا من التخدير;  فان النعاس المفرط أثناء النهار هو أكثر العوائق من هجمات التخدير.
بسبب تداعيات عميقة، سواء فرط النوم مجهول السبب والمخدر كثير من الأحيان يمكن أن يؤدي إلى البطالة. وقد أظهرت العديد من الدراسات ارتفاع معدل البطالة (من 30-59%)، والذي كان يرى أنها ذات صلة باعراض حادة من المرض.

## علم الأوبئة
عادة أعراض فرط النوم مجهول السبب تبدأ في مرحلة المراهقة أو مرحلة الشباب، على الرغم من أنها يمكن أن تبدأ في سن متأخرة. بداية النوم غالبا ما تزداد سوءا على مدى عدة سنوات،  ولكن غالبا ما يكون مستقر قبل وقت التشخيص ويبدو أن حالة مدى الحياة. ات المغفرة العفوية ترى فقط في 10-15% من المرضى.
وفقا للبيانات الوبائية المحدودة الموجودة، IH "لديه رجحان أكثر من الإناث (1.8/1)." حالات العائلة  متكررة في مجموعة من 25% إلى 66% دون أي واسطة من الميراث".
فرط النوم مجهول السبب م يعتبر مرض نادر منذ فترة طويلة، واقل 10 مرات تواترا من المخدر. ان انتشار المخدر (مع الصدمة الفجائية) يقدر بين 1/3، 300 و 1/5,000. وعلى الرغم من ان الانتشار الحقيقي من فرط النوم مجهول السبب غير معروف، يقدر ب 1/10,000 – 1/25,000من شكل النوم الطويل 1/11، 000 إلى 1/100,000 دون النوم الطويل . ان التقدير الأكثر دقة «معقد بسبب نقص واضح في علامات البيولوجية» ونقص في «غموض معايير التشخيص.»
يعتبر فرط النوم مجهول السبب مرض نادر، لأنها لم تتلق ما يكفي من الاهتمام من السلطات والباحثين. "المرضى نادرة والباحثين والعلماء المشاركين في المجال قليلون ونتائج البحوث نادرة. "في أوروبا وأمريكا الشمالية الاهتمام بالصحة العامة ومساعدة المرضى والأسر المتضررة من هذه الأمراض النادرة. بسبب تعقيد المرض، غالبا ما تواجه صعوبات تشخيص وغالبا ما تواجه العواقب الاجتماعية والمهنية ا". (انظر التشخيص)

## المجتمع والثقافة
إن فرط النوم مجهول السبب هو ندرة في الرأي العام ومستوى منخفض جدا من الوعي العام.
 patient to function much better with this incurable disease."

## البحث

### L-كارنيتين
ان المستويات منخفضة بشكل غير طبيعي من acylcarnitine قد تلاحظ في المرضى الذين يعانون من حالة المخدر. نفس هذه المستويات المنخفضة ارتبطت فرط النوم الأولى عموما في دراسات الفئران. «ان الفئران ذو نقص الكارنيتين تظهر التردد العالي من اليقظة المجزأة والحركة السريعة لنوم العين (REM) وانخفاض النشاط الحركي.» ان إدارة acetyl-L-كارنيتين مبين  لتحسين هذه الأعراض في الفئران.محاولة الإنسان اللاحقة وجدت أن المرضى المخدرين الذين يعطون L-كارنيتين أمضوا أقل من إجمالي الوقت في النوم خلال النهار من المرضى الذين أعطوا الدواء الوهمي.

### ليفوثيروكسين
كانت هناك بعض الدراسات التي تشير إلى أن يفوثيروكسين يمكن ان يستخدم لعلاج فرط النوم مجهول السبب، وخاصة بالنسبة للمرضى الذين يعانون من قصور الغدة الدرقية تحت الإكلينيكي. هذا العلاج لا يحمل المخاطر المحتملة (خاصة المرضى الذين يعانون من قصور الغدة الدرقية أو تحت الإكلينيكي قصور الغدة الدرقية)، والتي تشمل عدم انتظام ضربات القلب.

### الميلاتونين
هناك عدد قليل من الدراسات التي تشير إلى ان الميلاتونين يمكن أن تكون مفيدة في علاج فرط النوم مجهول السبب. ون هناك دراسة واحدة صغيرة تستخدم جرعة 2 ملغ ببطء لخروج الميلاتونين قبل النوم وأظهرت 50% من المرضى الذين يعانون من «تقصير مدة النوم الليلي، قلة النوم الثملى وزوال النعاس خلال النهار.»

### الهيبوكريتين منبهات
ثبت ان الهيبوكريتين-1 تعزيز الاستيقاظ في النماذج الحيوانية، ولكن هذا لا يعبر حاجز الدم فى المخ. suvorexant ، ان مضادات مستقبلات الهيبوكريتين، قد وضعت للحد من الإنتاج الطبيعي الهيبوكريتين في المرضى الذين يعانون من الأرق. ولذلك فمن الممكن أن ناهض الهيبوكريتين تطور بطريقة مشابهة لعلاج فرط النوم.

## وصلات خارجية
- Help: I can't stay awake! - Public Radio Interview with Dr. David Rye